# 遠觀天象
遠觀天象，是日本現役純種馬匹。目前主要勝利有每日盃兩歲錦標、朝日盃未來錦標、NHK一哩賽及安田紀念。

## 出賽前
2021年3月21日出生於北海道千歲市社台牧場，成長途中於一口馬主俱樂部Shadai Race Horse Co. Ltd.進行馬主募集。
其後交由栗東訓練中心練馬師高野友和訓練。

## 競賽生涯

### 2歲
2023年10月8日出戰京都競馬場2歲新馬戰，比賽初段維持於第三、四左右的有利位置下於直路初段經已衝出，其後跑出全長最快的末腳速度下以2 1/2馬位優勢取得首勝。
稍為休養過後於11月出戰每日盃兩歲錦標，本次繼續採取前置戰術主動進佔先頭位置，於通過第四彎道進入直路後隨即加速，於最後200米取代前方賽駒連勝下一直保持優勢，最終以2馬位優勢戰勝Enya Love Faith取得首個分級賽冠軍。
其後按照計劃出戰朝日盃未來錦標，賽前取得第一人氣。比賽開始後，其選擇於中團內欄位置穩步推進，處於有遮擋之下一直到最後還附近才稍微加速上前。進入直路後，其於內欄位置展開強勢的加速，順利突破之下繼續拉開後方賽駒，最終以1 1/4馬位優勢取得首個分級賽冠軍。

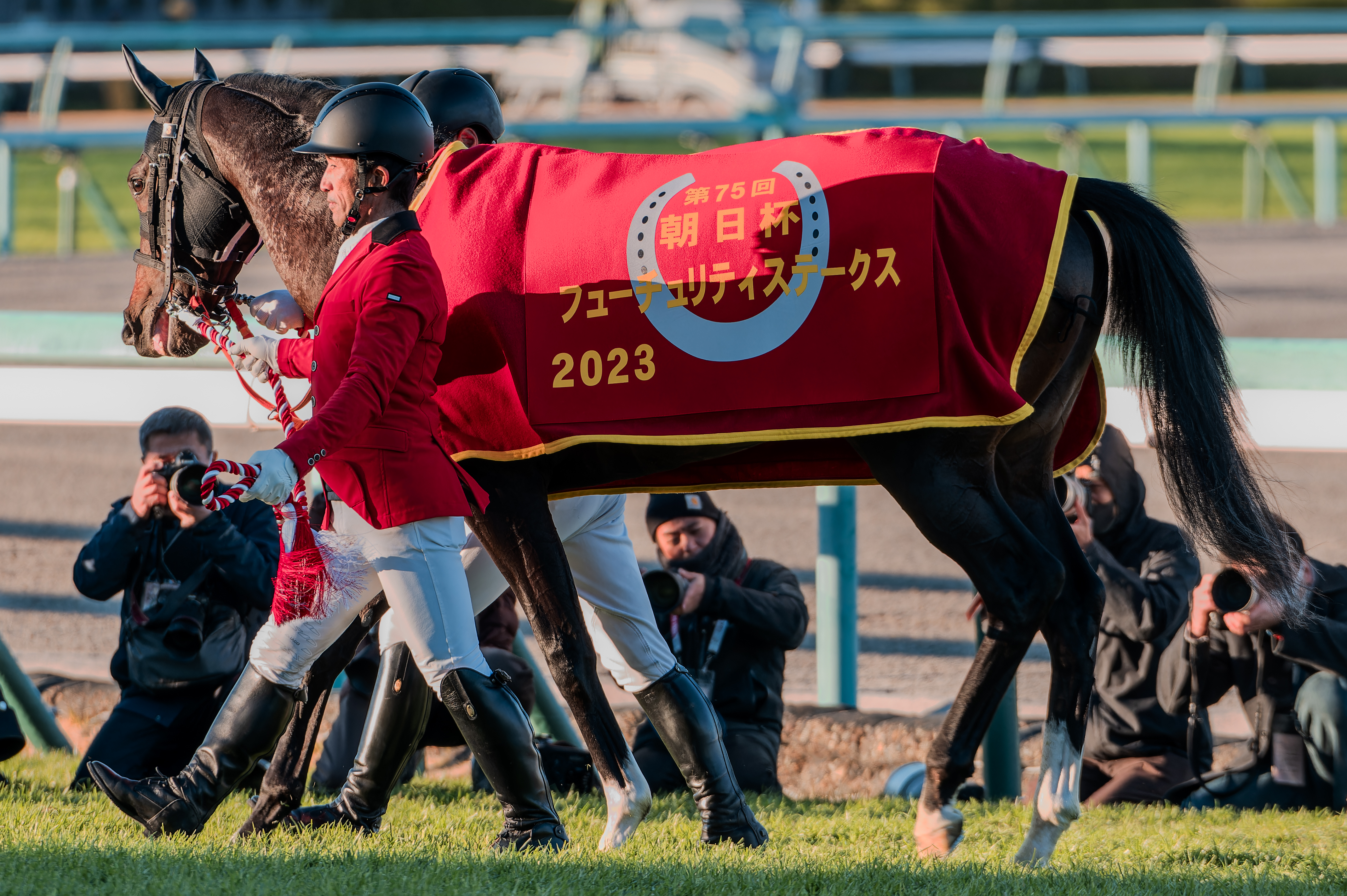
朝日盃未來錦標頒獎儀式

年末，由於其以無敗的姿態取得一級賽冠軍，且另一場2歲限定混合一級賽希望錦標由雌馬蕾麗宮勝出，因而於評選中以近乎全票的288票當選最佳2歲雄馬。

### 3歲
2024年2月11日出戰首戰共同通信盃，比賽初段繼續採用先行的戰術維持於第三左右的位置，然而於直路上受到慢步速的影響，其未能迫近前方仍然保持餘力的駿天潮城，最終被對手彈離下以第二完賽，吞下生涯首敗。
4月以皋月賞為目標，比賽初段面對前方名將田原的快放，其仍然維持於先頭位置推進，於比賽中後段亦有壓迫上前的動作。進入直路後，其於中檔位置衝出並於中段取得領先，然而距離適性稍為不足下在最後200米開始力弱，最終被來襲的駿天潮城及宇宙雨林超越取得第三。
5月5日重返一哩戰線以NHK一哩賽作為目標，賽前繼續取得第一人氣。比賽開始後，其順利出閘之下保持於有利位置，一直在前方以跟隨Captaincy及妙全勝的形式前進。進入直路後，其於前方兩名對手失速後隨即加速進佔連勝位置，後續一直維持走勢下成功拉開內檔衝出的百塔意城，以2 1/2馬位優勢取得第二個一級賽冠軍。
其後原定於秋季以富士錦標作為熱身，但出現發燒的情況下未有出戰。
12月直接遠征香港以香港一哩錦標作為目標，比賽初段選擇跟前並進佔第三左右的位置，於通過彎道時候開始發力。進入直路後，其嘗試於中檔位置展開加速，但被外閃的禪勝輝煌影響下和外側的越駿歡欣有所碰撞，最終失速下以第十三完賽。

### 4歲
2025年上半年幾乎處於休養的狀況下在6月直接出戰安田紀念，在賽前取得第二人氣。比賽開始後，其順利閃入前方位置，跟隨領放馬出奇致勝及消暑樂祭推進，途中保持穩定的走勢，於長跑長有在外檔變奏上前亦未受到影響。進入直路後，其迅速在內欄位置展開加速給予壓力前方的對手，在中後段位置成功超越取得領先後，繼續維持加速的姿態，最終力拒地神力、神志勇進及寬道路的來襲取得第三個一級賽冠軍，同時亦成為首匹勝出安田紀念的NHK一哩賽冠軍。

### 詳細賽績
| 日期       | 舉辦國家 | 馬場 | 距離   | 級別 | 賽事名稱       | 負重 | 騎師     | 馬號 | 出馬 | 名次 | 時間    | 頭馬（二馬）        |
| ---------- | -------- | ---- | ------ | ---- | -------------- | ---- | -------- | ---- | ---- | ---- | ------- | ------------------- |
| 8/10/2023  | 日本     | 京都 | 草1800 |      | 2歲新馬        | 56   | 鮫島克駿 | 3    | 12   | 1    | 1:47.4  | （Keep Calm）       |
| 11/11/2023 | 日本     | 京都 | 草1600 | GII  | 每日盃兩歲錦標 | 56   | 鮫島克駿 | 2    | 11   | 1    | 1:34.5  | （Enya Love Faith） |
| 17/12/2023 | 日本     | 阪神 | 草1600 | GI   | 朝日盃未來錦標 | 56   | 川田將雅 | 3    | 17   | 1    | 1:33.8  | （潛心鍛鍊）        |
| 11/2/2024  | 日本     | 東京 | 草1800 | GIII | 共同通信盃     | 57   | 川田將雅 | 9    | 10   | 2    | 1:48.2  | 駿天潮城            |
| 14/4/2024  | 日本     | 中山 | 草2000 | GI   | 皋月賞         | 57   | 川田將雅 | 8    | 17   | 3    | 1:57.2  | 駿天潮城            |
| 5/5/2024   | 日本     | 東京 | 草1600 | GI   | NHK一哩賽      | 57   | 川田將雅 | 16   | 18   | 1    | 1:32.4  | （百塔意城）        |
| 8/12/2024  | 香港     | 沙田 | 草1600 | GI   | 香港一哩錦標   | 56.5 | 川田將雅 | 12   | 14   | 13   | 1:34.80 | 遨遊氣泡            |
| 8/6/2025   | 日本     | 東京 | 草1600 | GI   | 安田紀念       | 58   | 川田將雅 | 10   | 18   | 1    | 1:32.7  | （地神力）          |

## 血統簡介
父系奇謀宮為美國賽駒，生涯戰績優秀，曾勝出貝蒙錦標及大都會讓賽。祖父機靈駿馬為美國賽駒，生涯戰績彪炳，曾勝出包含必利時錦標、育馬者盃經典大賽及杜拜世界盃在內等六項一級賽。
母系India Mantuana為美國賽駒，生涯戰績不俗，曾於三級賽紅地氈讓賽中跑獲冠軍。外祖父Wilburn為美國賽駒，生涯戰績優秀，曾勝出一級賽印第安納打吡。

### 血統表
| 父線：淘金者系（Raise a Native系） |                             |                   |                 |
| 種馬 奇謀宮 2010年（棗色）         | 機靈駿馬 2004年（栗色）     | Smart Strike      | 淘金者          |
| 種馬 奇謀宮 2010年（棗色）         | 機靈駿馬 2004年（栗色）     | Smart Strike      | Classy 'n Smart |
| 種馬 奇謀宮 2010年（棗色）         | 機靈駿馬 2004年（栗色）     | Sherriff's Deputy | Deputy Minister |
| 種馬 奇謀宮 2010年（棗色）         | 機靈駿馬 2004年（栗色）     | Sherriff's Deputy | Barbarika       |
| 種馬 奇謀宮 2010年（棗色）         | Palace Rumor 2003年（棗色） | 皇家頌            | Theatrical      |
| 種馬 奇謀宮 2010年（棗色）         | Palace Rumor 2003年（棗色） | 皇家頌            | In Neon         |
| 種馬 奇謀宮 2010年（棗色）         | Palace Rumor 2003年（棗色） | Whisperifyoudare  | Red Ransom      |
| 種馬 奇謀宮 2010年（棗色）         | Palace Rumor 2003年（棗色） | Whisperifyoudare  | Stellar Affair  |
| 繁殖雌馬 India Mantuana （深棗色） | Wilbrun 2008年（棗色）      | Bernardini        | A.P.Indy        |
| 繁殖雌馬 India Mantuana （深棗色） | Wilbrun 2008年（棗色）      | Bernardini        | Cara Rafaela    |
| 繁殖雌馬 India Mantuana （深棗色） | Wilbrun 2008年（棗色）      | Moonlight Sonata  | Carson City     |
| 繁殖雌馬 India Mantuana （深棗色） | Wilbrun 2008年（棗色）      | Moonlight Sonata  | Wheatly Way     |
| 繁殖雌馬 India Mantuana （深棗色） | Speed Wagon 2003年（黑色）  | Tomorrows Cat     | 雷貓            |
| 繁殖雌馬 India Mantuana （深棗色） | Speed Wagon 2003年（黑色）  | Tomorrows Cat     | Tomorrows Child |
| 繁殖雌馬 India Mantuana （深棗色） | Speed Wagon 2003年（黑色）  | Rajica            | El Baba         |
| 繁殖雌馬 India Mantuana （深棗色） | Speed Wagon 2003年（黑色）  | Rajica            | Brassica        |
| 雌系：{{{mare}}}                   |                             |                   |                 |
| 五代內近親交配：{{{cross}}}        |                             |                   |                 |

## 命名由來
名字Jantar Mantar（ジャンタルマンタル）出自位於印度北部的簡塔・曼塔天文台，聯想自母系India Mantuana的名字，香港則取天文台用途的意義，翻譯為「遠觀天象」。

## 外部連結
- 遠觀天象 netkeiba.com （页面存档备份，存于）
- 血統表